# Список населённых пунктов городского округа Кашира
В списке представлены населённые пункты городского округа Кашира Московской области и их бывшая принадлежность к муниципальным образованиям. Перечень населённых пунктов, их наименование и вид даны в соответствии с Законом Московской области от 28.02.2005 № 71/2005-ОЗ «О статусе и границах Каширского муниципального района и вновь образованных в его составе муниципальных образований». 
После преобразования Каширского района в городской округ с целью исключения наличия у двух одноимённых населённых пунктов одинаковых категорий постановлением Губернатора Московской области № 74-ПГ от 21 февраля 2019 года:
- деревня Ледово бывшего сельского поселения Домнинское преобразована в посёлок;
- деревня Семенково бывшего сельского поселения Колтовское преобразована в село.

Также до 2015 в упразднённом Каширском районе значился второй город Ожерелье, входивший в городское поселение Ожерелье.
В городском округе Кашира 97 населённых пунктов (1 город, 8 посёлков, 1 село и 87 деревень), ранее бывших в составе двух городских и пяти сельских поселений.
| №  | Населённый пункт                  | Тип                             | Население | Муниципальное образование муниципального района до 2015 года |
| -- | --------------------------------- | ------------------------------- | --------- | ------------------------------------------------------------ |
| 1  | Аладьино                          | деревня                         | ↗281      | сельское поселение Базаровское                               |
| 2  | Андреевское                       | деревня                         | ↗57       | сельское поселение Знаменское                                |
| 3  | Базарово                          | деревня                         | →49       | сельское поселение Базаровское                               |
| 4  | Барабаново                        | деревня                         | ↗1336     | сельское поселение Базаровское                               |
| 5  | Баскачи                           | деревня                         | ↘3        | сельское поселение Знаменское                                |
| 6  | Батькополье                       | деревня                         | ↗4        | сельское поселение Домнинское                                |
| 7  | Благово                           | деревня                         | ↘10       | сельское поселение Колтовское                                |
| 8  | Богатищево                        | деревня                         | ↗34       | сельское поселение Топкановское                              |
| 9  | Богатищево                        | посёлок                         | ↘1605     | сельское поселение Топкановское                              |
| 10 | Богатищево-Епишино                | деревня                         | ↘4        | сельское поселение Знаменское                                |
| 11 | Большое Ильинское                 | деревня                         | ↘13       | сельское поселение Домнинское                                |
| 12 | Большое Кропотово                 | деревня                         | ↗10       | сельское поселение Знаменское                                |
| 13 | Большое Руново                    | посёлок                         | ↘1310     | сельское поселение Знаменское                                |
| 14 | Бузаково                          | деревня                         | ↘9        | сельское поселение Домнинское                                |
| 15 | Бурцево                           | деревня                         | ↘245      | сельское поселение Домнинское                                |
| 16 | Веревское                         | деревня                         | ↗4        | сельское поселение Домнинское                                |
| 17 | Верзилово                         | деревня                         | ↗33       | сельское поселение Базаровское                               |
| 18 | Воскресенское                     | деревня                         | ↗40       | сельское поселение Знаменское                                |
| 19 | Вослинка                          | деревня                         | ↗18       | сельское поселение Топкановское                              |
| 20 | Гладкое                           | деревня                         | ↘0        | сельское поселение Базаровское                               |
| 21 | Глебово-Змеево                    | деревня                         | ↗3        | сельское поселение Домнинское                                |
| 22 | Глебово-Никольское                | деревня                         | ↗7        | сельское поселение Домнинское                                |
| 23 | Горки                             | деревня                         | ↘61       | городское поселение Кашира                                   |
| 24 | Грабченки                         | деревня                         | ↘80       | городское поселение Ожерелье                                 |
| 25 | Гритчино                          | деревня                         | ↗23       | сельское поселение Домнинское                                |
| 26 | Домнинки                          | деревня                         | ↗109      | сельское поселение Домнинское                                |
| 27 | Дьяково                           | деревня                         | ↗2        | сельское поселение Домнинское                                |
| 28 | Елькино                           | деревня                         | ↘45       | сельское поселение Колтовское                                |
| 29 | Железня                           | деревня                         | ↘1        | сельское поселение Домнинское                                |
| 30 | Завалье-1                         | деревня                         | ↘25       | сельское поселение Домнинское                                |
| 31 | Завалье-2                         | деревня                         | ↘38       | сельское поселение Домнинское                                |
| 32 | Зендиково                         | посёлок                         | ↘1854     | сельское поселение Базаровское                               |
| 33 | Злобино                           | деревня                         | ↘19       | сельское поселение Базаровское                               |
| 34 | Знаменское                        | деревня                         | ↘8        | сельское поселение Знаменское                                |
| 35 | Зубово                            | деревня                         | ↘48       | сельское поселение Домнинское                                |
| 36 | Каменка                           | деревня                         | ↘663      | сельское поселение Домнинское                                |
| 37 | Кашира                            | город                           | ↘44 551   | городское поселение Кашира                                   |
| 38 | Кипелово                          | деревня                         | ↗8        | сельское поселение Домнинское                                |
| 39 | Кишкино                           | деревня                         | →8        | сельское поселение Домнинское                                |
| 40 | Клубня                            | деревня                         | ↗5        | сельское поселение Домнинское                                |
| 41 | Козлянино                         | деревня                         | ↗7        | сельское поселение Домнинское                                |
| 42 | Козьяково                         | деревня                         | ↗9        | сельское поселение Топкановское                              |
| 43 | Кокино                            | деревня                         | ↗936      | сельское поселение Базаровское                               |
| 44 | Колмна                            | деревня                         | ↘30       | сельское поселение Топкановское                              |
| 45 | Колтово                           | деревня                         | ↗212      | сельское поселение Колтовское                                |
| 46 | Кореньково                        | деревня                         | →3        | сельское поселение Знаменское                                |
| 47 | Коростылево                       | деревня                         | ↗8        | сельское поселение Домнинское                                |
| 48 | Корыстово                         | деревня                         | ↗518      | сельское поселение Колтовское                                |
| 49 | Корытня                           | деревня                         | ↘40       | сельское поселение Домнинское                                |
| 50 | Лазаревка                         | деревня                         | ↗9        | сельское поселение Знаменское                                |
| 51 | Ледово                            | посёлок                         | ↘881      | сельское поселение Домнинское                                |
| 52 | Лёдово                            | деревня                         | ↘18       | сельское поселение Колтовское                                |
| 53 | Ледовские Выселки                 | деревня                         | ↘1        | сельское поселение Колтовское                                |
| 54 | Лиды                              | деревня                         | ↘322      | сельское поселение Колтовское                                |
| 55 | Макарово                          | деревня                         | ↗17       | сельское поселение Домнинское                                |
| 56 | Малеево                           | деревня                         | ↗9        | сельское поселение Колтовское                                |
| 57 | Малое Ильинское                   | деревня                         | ↘9        | сельское поселение Домнинское                                |
| 58 | Маслово                           | деревня                         | ↘146      | сельское поселение Топкановское                              |
| 59 | Маслово                           | посёлок                         | ↗167      | сельское поселение Топкановское                              |
| 60 | Наумовское                        | деревня                         | →2        | сельское поселение Базаровское                               |
| 61 | Никулино                          | деревня                         | ↘532      | сельское поселение Домнинское                                |
| 62 | Новосёлки                         | посёлок                         | ↗1470     | сельское поселение Знаменское                                |
| 63 | Ожерельевского плодолесопитомника | посёлок                         | ↘205      | городское поселение Ожерелье                                 |
| 64 | Острога                           | деревня                         | ↘21       | сельское поселение Топкановское                              |
| 65 | Пенье                             | деревня                         | ↘12       | городское поселение Ожерелье                                 |
| 66 | Полудьяково                       | деревня                         | ↗18       | сельское поселение Домнинское                                |
| 67 | Понизье                           | деревня                         | ↗69       | сельское поселение Домнинское                                |
| 68 | Пурлово                           | деревня                         | ↘46       | сельское поселение Домнинское                                |
| 69 | Пчеловодное                       | деревня                         | ↗79       | сельское поселение Домнинское                                |
| 70 | Пчеловодное                       | посёлок железнодорожной станции | ↗59       | сельское поселение Домнинское                                |
| 71 | Пятница                           | деревня                         | ↗249      | сельское поселение Базаровское                               |
| 72 | Растовцы                          | деревня                         | ↘20       | сельское поселение Топкановское                              |
| 73 | Рождествено                       | деревня                         | ↘26       | сельское поселение Домнинское                                |
| 74 | Романовка                         | деревня                         | ↗46       | сельское поселение Топкановское                              |
| 75 | Романовское                       | деревня                         | ↗36       | сельское поселение Базаровское                               |
| 76 | Руднево                           | деревня                         | ↘20       | сельское поселение Базаровское                               |
| 77 | Семенково                         | деревня                         | ↘1        | сельское поселение Базаровское                               |
| 78 | Семенково                         | село                            | ↗11       | сельское поселение Колтовское                                |
| 79 | Смирновка                         | деревня                         | ↗6        | сельское поселение Знаменское                                |
| 80 | Сорокино                          | деревня                         | ↘79       | городское поселение Кашира                                   |
| 81 | Срезнево                          | деревня                         | ↗10       | сельское поселение Топкановское                              |
| 82 | Стародуб                          | деревня                         | ↘9        | сельское поселение Колтовское                                |
| 83 | Суханово                          | деревня                         | ↘2        | сельское поселение Базаровское                               |
| 84 | Тарасково                         | деревня                         | ↗1755     | сельское поселение Колтовское                                |
| 85 | Терново-1                         | деревня                         | ↘22       | городское поселение Кашира                                   |
| 86 | Терново-2                         | деревня                         | ↗128      | городское поселение Кашира                                   |
| 87 | Тимирязево                        | деревня                         | →4        | сельское поселение Базаровское                               |
| 88 | Токарево                          | деревня                         | ↗16       | сельское поселение Домнинское                                |
| 89 | Топканово                         | деревня                         | ↘934      | сельское поселение Топкановское                              |
| 90 | Топтыково                         | деревня                         | ↘5        | сельское поселение Домнинское                                |
| 91 | Труфаново                         | деревня                         | ↘191      | сельское поселение Домнинское                                |
| 92 | Умрышенка                         | деревня                         | ↘0        | сельское поселение Колтовское                                |
| 93 | Хворостянка                       | деревня                         | ↘6        | сельское поселение Знаменское                                |
| 94 | Хитровка                          | деревня                         | ↗79       | городское поселение Кашира                                   |
| 95 | Ягодня                            | деревня                         | ↗60       | сельское поселение Базаровское                               |
| 96 | Якимовское                        | деревня                         | ↘4        | сельское поселение Домнинское                                |
| 97 | Яковское                          | деревня                         | ↘284      | сельское поселение Домнинское                                |